# Jardín de lotos del Echo Park
El Jardín de lotos del Echo Park (en inglés: Echo Park Lotus Garden), es un parque y jardín botánico que se encuentra en Los Ángeles, California, Estados Unidos. 
Fue la primera colección de Nelumbo nucifera en crearse y la más antigua del sur de California.

## Localización
El jardín botánico se ubica en el barrio de "Echo Park" en la región central de Los Ángeles, California. 
Echo Park Lotus Garden PO Box 261022, Los Ángeles, Los Ángeles county, California CA 90026 Estados Unidos de América.
Planos y vistas satelitales.34°4′45.12″N 118°15′28.8″O / 34.0792000, -118.258000
La entrada es gratuita.

## Historia
La flor de loto del sur de Asia, Nelumbo nucifera, son sagradas para millones de personas alrededor del mundo. Durante miles de años, los hindúes, así como los budistas del Tíbet, China y la India han considerado la flor de loto acuático como sagrada, además de que  muchos encuentran sus raíces muy sabrosas. Lakshmi, la diosa hindú de la fortuna y la prosperidad, es representada sentada en una enorme flor de loto, y las imágenes de las flores de loto a menudo adornan los templos budistas y los altares en la India.
Nadie está completamente seguro de por quién fueron plantados los lotos del "Echo Park Lake". En una noticia de Los Angeles Times de fecha 26 de octubre de 1889, se informa de que "JC Harvey donará para los parques algunos lotos egipcios del Nilo", aunque la historia no dice donde se plantaron las flores de loto.
Según Michael O'Brien, reconocido arquitecto paisajista, dice que el loto de Echo Park Lake no son las mismas que las plantas de Egipto y no son los lirios de agua. El "Nelumbo nucifera", dice, "es nativa de Asia del Sur, y de Australia y se cultiva en climas tropicales de todo el mundo". En cuanto a cual es la fuente de donde estas plantas provienen se pierde en las brumas del tiempo. El loto egipcio es Nelumbo caerulea, un tipo diferente de planta.
Una de las leyendas más populares sobre los lotos es que fueron plantados por los misioneros del templo de Los Ángeles que trajeron semillas de China. Esta historia nunca ha sido demostrada. Aunque algunos han afirmado que los lechos de lotos de Echo Park pasan por ser los más grandes fuera de Asia, no se dice que hay lechos más grandes en las Carolinas, Hawái y posiblemente en Florida. Las camas de lotos del "Echo Park", sin embargo, es sin duda el más grande en el oeste de Estados Unidos.

## Actividades
Las grandes flores de loto que florecen cada verano en el lado oeste de "Echo Park Lake" es una de las características por la que es conocido el barrio de Echo Park. 
Los lotos son una parte importante de la historia y la tradición del barrio "Echo Park", inspirando el festival anual de los Lotus y adornando el mural de "la diosa de la Salud" por Ricardo Mendoza que se encuentra en la esquina entre las "Echo Park Avenue" y "Sunset".